# Boonton
Boonton es un pueblo ubicado en el condado de Morris en el estado estadounidense de Nueva Jersey. En el año 2010 tenía una población de 8347 habitantes y una densidad poblacional de 1304 personas por km².

## Geografía
Boonton se encuentra ubicado en las coordenadas 40°54′15″N 75°24′19″O / 40.90417, -75.40528.

## Demografía
Según la Oficina del Censo en 2000 los ingresos medios por hogar en la localidad eran de $65,322 y los ingresos medios por familia eran $75,147. Los hombres tenían unos ingresos medios de $60,518 frente a los $40,634 para las mujeres. La renta per cápita para la localidad era de $29,919. Alrededor del 5% de la población estaba por debajo del umbral de pobreza.